# Daniellia klainei
Daniellia klainei é uma espécie vegetal da família Fabaceae.
Pode ser encontrada nos seguintes países: Camarões e Gabão.